# 塞爾維亞—幾內亞關係
塞爾維亞－幾內亞關係是指欧洲国家塞尔维亚和西非国家几内亚之间的双边关系。

## 政治交流

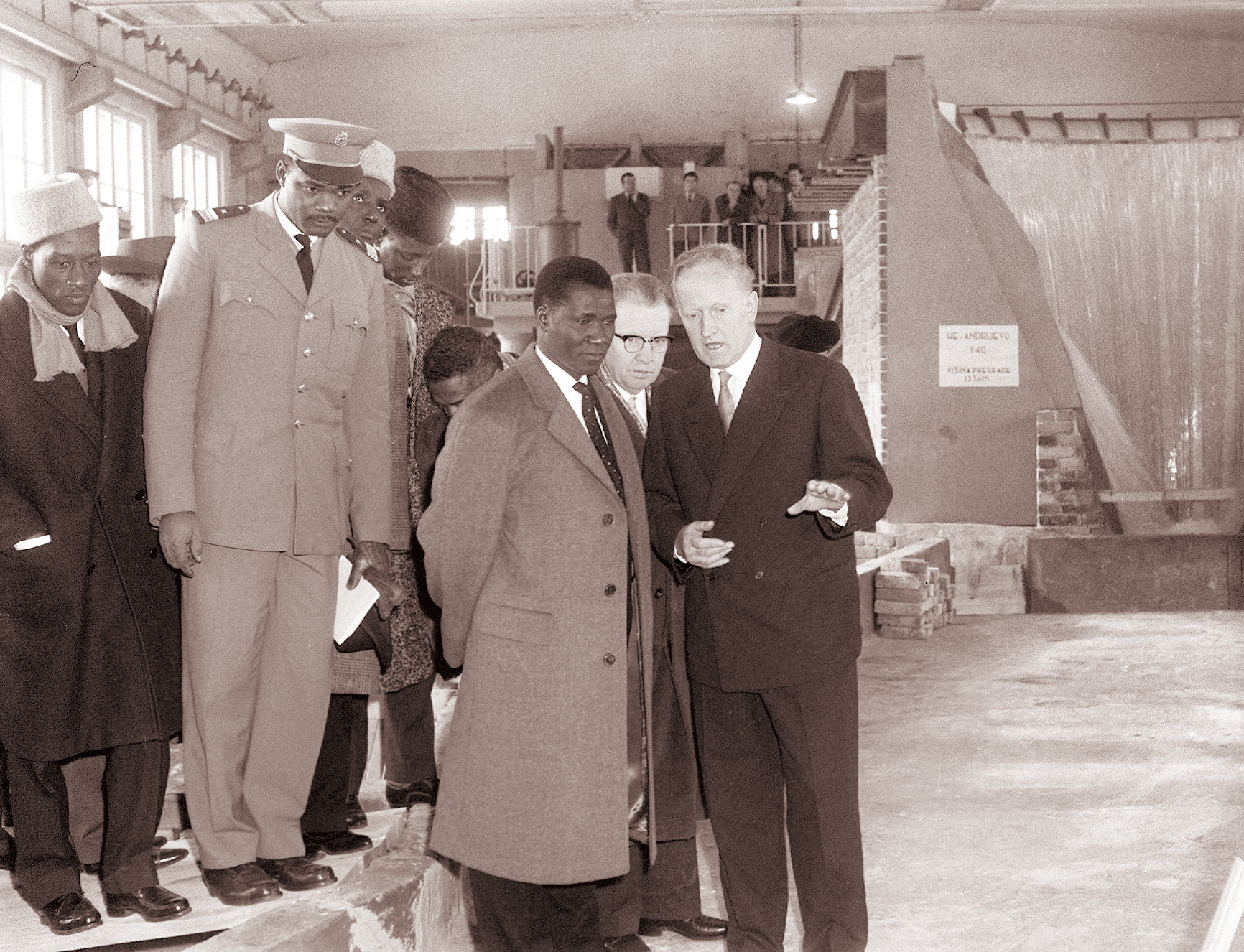
1961年，几内亚总统艾哈邁德·塞古·杜爾访问南斯拉夫卢布尔雅那

1958年，几内亚获得独立后，塞尔维亚的前身南斯拉夫社會主義聯邦共和國予以外交承认，而几内亚首任总统艾哈邁德·塞古·杜爾亦奉行“积极的中立主义”的外交政策，优先发展与包括塞尔维亚在内的社会主义阵营国家的关系，并于独立当年与南斯拉夫建交，其后双边关系友好发展，两国关系也因共同参与不结盟运动而得到了加强。
南斯拉夫社會主義聯邦共和國于1960年在科纳克里开设大使馆，此后亦兼辖南斯拉夫在几内亚比绍的相关事务，直到南斯拉夫解体后裁撤。而几内亚也于1960年代在贝尔格莱德设立了大使馆。
南斯拉夫解体后，塞尔维亚继承了南斯拉夫社會主義聯邦共和國与几内亚的双边关系。尽管两国关系友好，但几内亚也承认科索沃为独立国家并与之建立了外交關係。2023年，塞尔维亚总统武契奇称几内亚断绝了与科索沃的外交关系。但科索沃政府予以否认。

### 代表機構
塞尔维亚尚未在几内亚设立大使馆，对几内亚的相关事务由塞尔维亚驻阿尔及利亚大使馆兼辖。而几内亚则在贝尔格莱德设有大使馆，尚兼辖几内亚在匈牙利、黑山、罗马尼亚等国的相关事务。

#### 事件
2009年3月，几内亚驻塞尔维亚大使穆罕默德·库鲁玛（Mohamed Isijaga Kuruma）被塞尔维亚警方查出走私香烟，警方在他的BMW汽车中查获了1,000包香烟，库鲁玛因身为外交人员享有外交豁免权而免于刑责，但也被塞尔维亚外交部宣布为“不受欢迎人物”并遭驱逐出境。

## 经贸关系
双边贸易额相当有限，2021年，雙邊貿易額為2.8萬歐元，同比2020年减少了3.6万欧元。

## 協定
| 日期      | 簽署                                                           | 備註  |
| --------- | -------------------------------------------------------------- | ----- |
| 1961年2月 | 《貿易和支付協定》                                             | [ 3 ] |
| 2000年4月 | 《南斯拉夫聯盟共和國聯邦外交部和幾內亞共和國外交部合作議定書》 | [ 3 ] |